# Raveniola concolor
Raveniola concolor is een spinnensoort in de taxonomische indeling van de bruine klapdeurspinnen (Nemesiidae).
Raveniola concolor werd in 2000 beschreven door Zonstein.